# Wachtmeister (geslacht)
Wachtmeister is een van oorsprong Zweeds geslacht waarvan leden sinds 1578 tot de Zweedse adel behoren.

## Geschiedenis
De bewezen stamreeks begint met ritmeester der cavalerie Hans Wachtmeister (†1590) die op 24 mei 1578 werd verheven in de Zweedse adelstand. Zijn nakomeling generaal-majoor der cavalerie Hans Wachtmeister werd in 1649 opgenomen in de knapenklasse van de Zweedse ridderschap, in 1651 verheven tot Friherre en een jaar later in de baronnenklasse van de ridderschap opgenomen. In 1689 werd een nakomeling verheven tot Zweeds graaf, in 1816 een ander tot Pruisisch graaf.

## Enkele telgen
Gustav Friherre Wachtmeister af Björkö (1786-1841), Zweeds kamerheer en luitenant
- Wilhelm Friherre Wachtmeister (1816-1869), Zweeds ritmeester
  - Gustav Freiherr Wachtmeister (1844-1930), Pruisisch generaal-majoor
  - Axel Freiherr Wachtmeister (1846-1909), Pruisisch 1e luitenant
    - Hans Freiherr Wachtmeister (1879-1959), Pruisisch majoor
      - Axel Freiherr Wachtmeister (1905-1989), operazanger en theaterregisseur bij het Staatstheater Saarbrücken
- Hans Friherre Wachtmeister (1830-1882), Zweeds kapitein
- graaf Wachtmeister (gestorven 1871), echtgenoot en neef van Constance Wachtmeister (1838-1910), gravin en theosofe